# Yalova
Yalova (in der Antike Pylai) ist die Hauptstadt der türkischen Provinz Yalova und zugleich Zentrum eines direkt dem Gouverneur (Vali) unterstellten Kreises, des zentralen Landkreises (Merkez). Sie liegt am südöstlichen Teil des Marmarameeres, nur 24 Seemeilen von Istanbul entfernt.

## Die Stadt
Yalova ist ein beliebter Ferienort mit hohem Lokaltourismus. Viele der Touristen kommen aus Istanbul und Umgebung und besitzen dort ein Feriendomizil. An der Hauptstraße, der Verbindungsstraße zwischen İzmit und Bursa, befinden sich viele Gemüse- und andere Gärten. Auch Touristen aus arabischen Ländern kommen nach Yalova, um dort ihren Urlaub zu verbringen, größtenteils aus Kuwait, den Vereinigten Arabischen Emiraten oder Saudi-Arabien.
Im Zentrum der Stadt ist ein Kreisverkehr mit einer Statue von Mustafa Kemal Atatürk in der Mitte. Nach dem Erdbeben 1999 entstanden viele Neubauten in der Stadt. Die Strandpromenade Sahil wurde ausgebaut und verschönert. Etwas westlich der Promenade wurden neue Parks auf dem Schutt der zerstörten Häuser errichtet. Entlang der Promenade gibt es einen langen Sandstrand mit vielen Parks, Kinderspielplätzen, Teegärten, Eisdielen, Restaurants und Cafés. Östlich des Hafens befindet sich eine große Parkanlage mit einem Amphitheater. Dort finden im Sommer Veranstaltungen statt.
Etwa 12 km südwestlich in den Bergen oberhalb Yalovas befinden sich Thermalquellen. Die Thermalbäder, im Altertum Pythia Therma genannt, sind wohl schon seit hellenistischer Zeit benutzt worden und erfreuten sich auch in byzantinischer und osmanischer Zeit großer Beliebtheit. Wegen der Heilwirkung wurden sie auch von Konstantin dem Großen, Kaiser Justin I. und Kemal Atatürk aufgesucht. Letzterer ließ die Bäder renovieren. Daher wurde sein Ansitz in Yalova (wie auch das in Florya) als Atatürk-Haus in ein Museum umgewandelt.
Einer der früheren Namen Yalovas lautete Yalakabad. Yalova erhielt laut Stadtsiegel 1927 den Status einer Belediye (Gemeinde) und ist seit 1969 Partnerstadt von Bonn, so gibt es z. B. einen Park mit dem Namen „Bad Godesberg Parkı“. Von Yalova gibt es Schnellboot-Verbindungen nach Istanbul.
Yalova war vom großen Marmara-Erdbeben am 17. August 1999 stark betroffen. Das Erdbeben kostete über 16.000 Menschen das Leben, forderte 25.000 Verletzte und eine unbekannte Anzahl an Vermissten. Die Magnitude des Erdbebens betrug 7,8 und es dauerte 45 Sekunden.
7 km südwestlich der Stadt befindet sich die zur Trinkwasserversorgung errichtete Gökçe-Talsperre.

## Landkreis
Die zentrale Landkreis (Merkez) entstand zusammen mit der gleichnamigen Provinz 1995 durch Abspaltung eines Teils des Kreises Yalova aus der Provinz Istanbul. Er gliedert sich in die Kreisstadt mit 92,2 % der Kreisbevölkerung sowie eine weitere Gemeinde (Belediye), nämlich Kadıköy mit 8.809 Einwohnern. Des Weiteren gehören zum Kreis noch elf Dörfer (Köy) mit einer Gesamtbevölkerung von 11.588 Einwohnern. Diese haben eine Durchschnittsbevölkerung von 1.053 Einwohnern. Vier Dörfer zählen über 1.000 Einwohner: Safran (1.505), Sugören (1.632), Elmalık (1.966) und Samanlı (2.495). Einen Spitzenwert stellt die Bevölkerungsdichte des Kreises dar: 1.074,3 Einw. je km².

## Bevölkerung

### Bevölkerungsentwicklung
Nachfolgende Tabelle zeigt den vergleichenden Bevölkerungsstand am Jahresende für die Provinz, den zentralen Landkreis und die Stadt Yalova sowie den jeweiligen Anteil an der übergeordneten Verwaltungsebene. Die Zahlen basieren auf dem 2007 eingeführten adressbasierten Einwohnerregister (ADNKS).

| Jahr | Provinz | Landkreis    | Landkreis | Stadt        | Stadt   |
| Jahr | absolut | anteilig (%) | absolut   | anteilig (%) | absolut |
| ---- | ------- | ------------ | --------- | ------------ | ------- |
| 2020 | 276.050 | 54,10        | 149.330   | 86,34        | 128.933 |
| 2019 | 270.976 | 55,01        | 149.068   | 86,55        | 129.013 |
| 2018 | 262.234 | 55,07        | 144.407   | 86,53        | 124.956 |
| 2017 | 251.203 | 55,86        | 140.312   | 85,24        | 119.605 |
| 2016 | 241.665 | 56,69        | 137.007   | 85,12        | 116.615 |
| 2015 | 233.009 | 56,79        | 132.322   | 84,78        | 112.183 |
| 2014 | 226.514 | 56,36        | 127.670   | 84,54        | 107.928 |
| 2013 | 220.122 | 56,34        | 124.018   | 84,45        | 104.737 |
| 2012 | 211.799 | 57,36        | 121.479   | 84,68        | 102.874 |
| 2011 | 206.535 | 57,62        | 118.998   | 84,76        | 100.863 |
| 2010 | 203.741 | 57,17        | 116.471   | 84,44        | 98.347  |
| 2009 | 202.531 | 56,31        | 114.054   | 80,81        | 92.166  |
| 2008 | 197.412 | 54,51        | 107.609   | 84,61        | 91.047  |
| 2007 | 181.758 | 56,60        | 102.871   | 84,93        | 87.372  |

### Bevölkerungsfortschreibung der Stadt
Nachfolgende Tabellen geben den bei den 14 Volkszählungen dokumentierten Einwohnerstand der Stadt Yalova wieder.
Die Werte der linken Tabelle sind E-Books (der Originaldokumente) entnommen, die Werte der rechten Tabelle entstammen der Datenabfrage des Türkischen Statistikinstituts TÜIK – abrufbar über diese Webseite:
| Jahr | Bevölkerung |
| ---- | ----------- |
| 1927 | -           |
| 1935 | 2.322       |
| 1940 | 2.300       |
| 1945 | 3.608       |
| 1950 | 3.833       |
| 1955 | ?           |
| 1960 | 11.318      |

| Jahr | Bevölkerung |
| ---- | ----------- |
| 1965 | 14.241      |
| 1970 | 17.689      |
| 1975 | 27.289      |
| 1980 | 41.823      |
| 1985 | 53.857      |
| 1990 | 65.823      |
| 2000 | 70.118      |

## Klimatabelle
|                        | Jan  | Feb  | Mär  | Apr  | Mai  | Jun  | Jul  | Aug  | Sep  | Okt  | Nov  | Dez   |   |       |
| Mittl. Temperatur (°C) | 6,7  | 6,6  | 8,4  | 12,6 | 17,2 | 21,7 | 24,0 | 24,0 | 20,3 | 16,0 | 11,4 | 8,6   | ⌀ | 14,8  |
| Mittl. Tagesmax. (°C)  | 10,5 | 10,7 | 12,9 | 17,4 | 22,0 | 26,7 | 29,1 | 29,4 | 25,8 | 20,9 | 15,9 | 12,2  | ⌀ | 19,5  |
| Mittl. Tagesmin. (°C)  | 3,3  | 2,9  | 4,3  | 7,9  | 11,9 | 16,0 | 18,2 | 18,5 | 15,1 | 11,8 | 7,6  | 5,2   | ⌀ | 10,3  |
|                        |      |      |      |      |      |      |      |      |      |      |      |       |   |       |
| Niederschlag (mm)      | 88,0 | 71,8 | 67,9 | 52,7 | 35,6 | 43,1 | 25,0 | 28,8 | 48,4 | 93,3 | 93,6 | 102,4 | Σ | 750,6 |
|                        |      |      |      |      |      |      |      |      |      |      |      |       |   |       |
| Sonnenstunden (h/d)    | 1,8  | 2,8  | 3,9  | 5,0  | 6,8  | 8,1  | 8,5  | 8,1  | 6,7  | 4,5  | 2,5  | 1,4   | ⌀ | 5     |
|                        |      |      |      |      |      |      |      |      |      |      |      |       |   |       |
| Regentage (d)          | 15,5 | 13,5 | 12,6 | 10,7 | 7,3  | 6,2  | 4,1  | 3,8  | 6,5  | 11,4 | 12,7 | 14,9  | Σ | 119,2 |

| 3,3 |

| 2,9 |

| 4,3 |

| 7,9 |

| 11,9 |

| 16,0 |

| 18,2 |

| 18,5 |

| 15,1 |

| 11,8 |

| 7,6 |

| 5,2 |

| 3,3 |

| 2,9 |

| 4,3 |

| 7,9 |

| 11,9 |

| 16,0 |

| 18,2 |

| 18,5 |

| 15,1 |

| 11,8 |

| 7,6 |

| 5,2 |

## Söhne und Töchter der Stadt
- Sarkis Minassian (1873–1915), Journalist und Lehrer
- Muharrem İnce (* 1964), Lehrer, Schriftsteller und Politiker (CHP)
- İzel Çeliköz (* 1969), Popsängerin
- Şebnem Ferah (* 1972), Rockmusikerin
- Şebnem İşigüzel (* 1973), Schriftstellerin
- Mehmet Okur (* 1979), Basketballspieler
- Emrah Serbes (* 1981), Schriftsteller

## Partnerstädte
Yalova unterhält mit folgenden Städten Partnerschaften:
- Bad Godesberg, Deutschland
- Tonami, Japan
- Machatschkala, Dagestan / Russland
- Panjin, China
- Geçitkale (Lefkoniko), Zypern (Türkische Republik Nordzypern)
- Suwon, Südkorea
- Burgas, Bulgarien
- Mecidiye, Rumänien
- Komotini, Griechenland
- Belogorsk, Ukraine
- Batumi, Georgien
- Rottenburg am Neckar, Deutschland